# Torvsjön, Närke
Torvsjön var en sjö, nu våtmark, i Hallsbergs kommun i Närke och ingår i Motala ströms huvudavrinningsområde. Sjön har en area på 0,055 kvadratkilometer och ligger 93,9 meter över havet.

## Delavrinningsområde
Torvsjön ingår i det delavrinningsområde (652559-147627) som SMHI kallar för Inloppet i Lyren. Medelhöjden är 105 meter över havet och ytan är 40,32 kvadratkilometer. Räknas de 12 avrinningsområdena uppströms in blir den ackumulerade arean 251,39 kvadratkilometer. Emmaån (Boverkeån) som avvattnar avrinningsområdet har biflödesordning 3, vilket innebär att vattnet flödar genom totalt 3 vattendrag innan det når havet efter 68 kilometer. Avrinningsområdet består mestadels av skog (67 procent) och sankmarker (18 procent). Avrinningsområdet har 0,37 kvadratkilometer vattenytor vilket ger det en sjöprocent på 0,9 procent.